# НАСА
Национална администрация по въздухоплаване и изследване на космическото пространство, НАСА (на английски: National Aeronautics and Space Administration, NASA) е американска правителствена агенция, отговорна за националната програма за космически изследвания. Създадена е през 1958 г.

## История
Следвайки Съветската космическа програма, която успешно изстрелва първия изкуствен спътник в космоса (Спутник-1), САЩ също насочват усилията си към космоса. Конгресът на САЩ алармира за заплаха, свързана с американската безопасност и технологично лидерство (познато е като „Кризата Спутник“), което налага взимането на незабавни мерки. Президентът Дуайт Айзенхауер и неговите съветници обсъждат по-находчиви мерки. След няколко месеца е решено, че е нужна нова федерална агенция, която да ръководи всички невоенни дейности в космоса. По това време е създадена и DARPA и по-късно много нейни ранни проекти са прехвърлени към НАСА.
Експлорър 1 е първият изкуствен спътник на САЩ изстрелян на 31 януари 1958 г. Същата година на 29 юли президентът подписва договор, с който основава Националното управление на САЩ по въздухоплаване и изследване на космическото пространство. Когато започва работа по операции на 1 октомври, НАСА разполага с четири лаборатории, 80 работници от 46-годишната правителствена организация Национален консултативен комитет по въздухоплаване. Отличителният съдружник на НАСА, който ѝ предоставя възможност да влезе в Космическо състезание със СССР е немският инженер получил американско гражданство Вернер фон Браун.
Първите програми на НАСА включват изследвания върху космическия полет и са ръководени от натиска, оказан от състезанието между САЩ и СССР (наречено е Космическото състезание), което е част от Студената война.
Програмата Мъркюри стартира през 1958 г. и поставя началото на изследването на космоса от човек с мисии, планирани просто да открият дали човек може да оцелее в космоса. На 5 май 1961 астронавтът Алън Шепърд става първият американец в космоса, като пилотира Фрийдъм 7 за 15-минутен суборбитален полет. Джон Глен става първият американец летял около Земята на 20 февруари 1962 по време на 5,5-часовия полет с Френдшип 7.
Веднъж след като Мъркюри доказва, че човешкият полет в космоса е възможен, проектът Джемини е наход, за да ръководи изследванията и работата по крайната цел, а именно достигане на Луната. Първият Джемини лети с астронавти на борда. Джемини 3 е с екипаж Върджил Грисъм и Джон Йънг, излита на 23 март 1965. Още девет мисии са осъществени, които доказват, че човек може да лети в космоса, че е възможно доближаването и скачването на два кораба в космоса и е събрана много информация за ефекта на безтегловността върху човешките същества.

### Аполо
Програма Аполо е проектирана да изпрати хора до Луната и да ги върне безпрепятствено на Земята. Аполо 8 и Аполо 10 тестват разнообразни компоненти. Докато обикалят около Луната успяват и да я фотографират. На 20 юли 1969 Аполо 11 каца на Луната и Нийл Армстронг става първият човек, който стъпва на повърхността ѝ. Аполо 13 не успява да кацне на естествения ни спътник поради неизправност, но успява да я заснеме. Шестте извършени полета, кацнали на Луната, се връщат с много събрана информация и над 400 кг лунни проби. Изследванията включват: проверка състава на почвата, метеорити, сеизмичност, магнитно поле и изследвания върху слънчевия вятър.

### Скайлаб
Скайлаб е първата космическа станция, която САЩ извеждат в космоса. 75-тонната станция се движи в орбита около Земята в периода от 1973 до 1979 г. Посещавана е от екипаж три пъти, през 1973 – 1974. Първоначално Скайлаб трябва да изучава аномалиите в гравитацията в Слънчевата система, но поради липса на интерес тази задача е изоставена. В станцията има възможност да се изследва безтегловността, освен това служи и като слънчева обсерватория. Предвиждало се е Спейс Шатъл да се скачи със Скайлаб, но станцията навлиза отново в земната атмосфера и се разрушава преди да бъде изстреляна първата совалка.

### Ерата на Шатъл
НАСА се фокусира напълно върху Спейс Шатъл в края на 1970-те и началото на 1980-те. Совалките са планирани да бъдат изстрелвани често и да бъдат космически кораби за многократно ползване. До 1985 са построени четири космически совалки. Първото си излитане Колумбия прави на 12 април 1981 г.
Совалките не са толкова перфектни, тъй като полетите са много по-скъпи от предвиденото и особено след инцидента с Чалънджър, показващ колко са опасни космическите полети, обществото губи интерес и космическите полети стават все по-обикновени. Започва работа по космическа станция Фрийдъм, за да се поддържа фокусът върху пилотираните космически програми, но вътре в НАСА има спор за това, че тези програми са много по-скъпи от по-подходящите непилотирани мисии, като сондите Вояджър например. Инцидентът с Чалънджър бележи слабия период на НАСА.

### База на Луната
На 4 декември 2006 НАСА обявява, че планира да построи постоянна база на Луната. Скот Хоровиц от администрацията на агенцията обяви, че очакванията са базата да започне да се изгражда през 2020 и до 2024 да е напълно функционираща, което да позволи посещаването ѝ от екипаж, който непрестанно да се сменя (подобно на Международната космическа станция, на която винаги има екипаж, който се заменя от идването на следващия). НАСА смята да си сътрудничи с други агенции за този проект.

### Човек на Марс
На 28 септември 2007 директорът на НАСА Майкъл Грифин обяви, че смята до 2037 г. да прати човек на Марс. „През 2057 ще празнуваме 20 години от стъпването на човек на Марс“, казва Грифин.